# Maxis
Maxis — американская компания по разработке компьютерных игр, принадлежащая Electronic Arts. Основана в 1987 году как Maxis Software, а затем стала известна как Maxis.

## История компании
Её основателями являются Уилл Райт и Джефф Браун. Основная студия находилась в Калифорнии. Maxis являлась дочерней компанией Electronic Arts, которая купила её в 1997 году.
В первой половине 90-х Maxis стал известен благодаря играм «сим»-серии: моделирование эволюции SimEarth (1990), симулятор муравьёв SimAnt (1991), Sim Farm — симулятор фермы. Наиболее успешным продуктом компании являлись игры Spore, SimCity и The Sims с последующими дополнениями и продолжениями.

## Закрытие студии в Эмервилле
Одна из студий Maxis, которая находилась в Эмервиль, была закрыта EA 4 марта 2015 года. Именно эта студия занималась такими играми, как The Sims, SimCity и Spore.

Сегодня мы закрепляем разработку игр Maxis за нашими студиями в Редвуд Шорс, Солт-Лейк-Сити, Хельсинки и Мельбурне, закрывая наш офис в Эмиривилле. Maxis продолжит поддерживать и разрабатывать новые продукты для игроков The Sims и SimCity, осваивая новые платформы и создавая кроссплатформенные игры. Эти изменения не повлияют на наши планы касательно The Sims.
Оригинальный текст (англ.)Today we are consolidating Maxis IP development to our studios in Redwood Shores, Salt Lake City, Helsinki and Melbourne locations as we close our Emeryville location. Maxis continues to support and develop new experiences for current Sims and SimCity players, while expanding our franchises to new platforms and developing new cross-platform IP. These changes do not impact our plans for The Sims.
— Electronic Arts

## Изданные игры

### Разработчик
- 1988 — SkyChase (издано Brøderbund Software)
- 1989 — SimCity
- 1990 — SimEarth: The Living Planet
- 1991 — SimAnt: The Electronic Ant Colony
- 1991 — RoboSport[англ.]
- 1992 — SimLife
- 1993 — SimFarm
- 1993 — SimCity 2000
- 1993 — Unnatural Selection[англ.]
- 1995 — Zaark and the Night Team
- 1995 — SimTown
- 1996 — SimGolf[англ.]
- 1996 — SimPark
- 1996 — SimTunes
- 1996 — SimCopter
- 1996 — Marty And The Trouble With Cheese
- 1997 — Marble Drop[англ.]
- 1997 — Fathom: The Game of Tiles
- 1997 — Streets of SimCity
- 1998 — SimSafari
- 1999 — SimCity 3000
- 2000 — The Sims
- 2002 — The Sims Online
- 2003 — SimCity 4
- 2004 — The Sims 2
- 2008 — Spore
- 2009 — The Sims 3
- 2011 — Darkspore
- 2013 — SimCity (2013)
- 2014 — The Sims 4
- 2017 — The Sims Mobile

### Издатель
- 1992 — A-Train[англ.]* — Artdink
- 1993 — El-Fish[англ.] — AnimaTek
- 1993 — Rome: Pathway to Power — Firstlight
- 1994 — SimTower: The Vertical Empire — OPeNBooK[англ.]
- 1994 — SimHealth — Thinking Tools
- 1995 — SimIsle: Missions in the Rainforest — Intelligent Games[англ.]
- 1995 — Tony La Russa Baseball 3[англ.] — Stormfront Studios[англ.]
- 1995 — Widget Workshop — Elliott Portwood Productions
- 1995 — Widget Workshop: The Mad Scientist's Laboratory
- 1996 — Full Tilt! Pinball — Cinematronics, LLC
- 1996 — Full Tilt! 2 Pinball — Cinematronics, LLC
- 1996 — The Crystal Skull — Some Interactive
- 1997 — Kick Off 97[англ.]* — Anco Software